# Hyperusia longirostris
Hyperusia longirostris är en tvåvingeart som beskrevs av Greathead 2006. Hyperusia longirostris ingår i släktet Hyperusia och familjen svävflugor.
Artens utbredningsområde är Namibia. Inga underarter finns listade i Catalogue of Life.